# Lista de prefeitos de Monte Aprazível
Esta é a lista de prefeitos e vice-prefeitos do município de Monte Aprazível, estado brasileiro de São Paulo.
| Nº | Nome                                   | Partido | Vice-prefeito                                 | Início do mandato       | Fim do mandato          | Observações                                                                                   |
| 1  | Amador de Paula Bueno                  | PRP     | —                                             | 10 de março de 1925     | 1926                    | Intendente nomeado por Carlos de Campos                                                       |
| 2  | Vicente Gonsales dos Santos            | PRP     | —                                             | 1926                    | 1927                    | Intendente nomeado por Carlos de Campos                                                       |
| 3  | José de Andrade Junqueira              | PRP     | —                                             | 1927                    | 1928                    | Intendente nomeado por Júlio Prestes                                                          |
| 4  | João Busto Moreno                      | PRP     | —                                             | 1928                    | 1929                    | Intendente nomeado por Júlio Prestes                                                          |
| 5  | Antonio Tavares de Almeida             | PRP     | —                                             | 1929                    | 31 de outubro de 1930   | Intendente nomeado por Júlio Prestes                                                          |
| 6  | Jorge Carneiro de Campos               | PRP     | —                                             | 1º de novembro de 1930  | fevereiro de 1933       | Prefeito nomeado por José Maria Whitaker                                                      |
| 7  | Albino de Faria                        | PRP     | —                                             | março de 1933           | agosto de 1933          | Prefeito nomeado por Valdomiro Castilho de Lima                                               |
| 8  | Octávio de Arruda Campos               | PRP     | —                                             | setembro de 1933        | junho de 1934           | Prefeito nomeado por Manuel de Cerqueira Daltro                                               |
| 9  | André Teixeira Pinto                   | PRP     | —                                             | junho de 1934           | 24 de maio de 1936      | Prefeito nomeado por Armando Salles                                                           |
| 10 | Jorge Caneiro de Campos                | UDB     | —                                             | 25 de maio de 1936      | 1942                    | Prefeito nomeado por Armando Salles                                                           |
| 11 | Basileu Estrella                       | PSD     | —                                             | 1943                    | 16 de agosto de 1944    | Prefeito nomeado Fernando Costa                                                               |
| 12 | Paulo de Arruda Campos                 | PSD     | —                                             | 30 de agosto de 1944    | 1945                    | Prefeito nomeado Fernando Costa                                                               |
| 13 | Daniel Laguna Hidalgo                  | PSD     | —                                             | 1945                    | 1945                    | Prefeito nomeado Fernando Costa                                                               |
| 14 | Paulo de Arruda Campos                 | PDC     | —                                             | 1945                    | 1946                    | Prefeito nomeado por Nogueira Lima                                                            |
| 15 | Gabriel José Junqueira                 | PDC     | —                                             | 1946                    | 1946                    | Prefeito nomeado por Nogueira Lima                                                            |
| 16 | Jorge Carneiro de Campos               | PDC     | —                                             | 1947                    | maio de 1947            | Prefeito nomeado por Nogueira Lima                                                            |
| 17 | Gabriel José Junqueira                 | PSP     | —                                             | junho de 1947           | dezembro de 1947        | Prefeito nomeado por Adhemar de Barros                                                        |
| 18 | Jorge Carneiro de Campos               | PDC     | —                                             | 1º de janeiro de 1948   | 1951                    | Prefeito eleito em sufrágio universal                                                         |
| 19 | Lavínio Lucchesi                       | PTB     | Daniel Laguna Fidalgo (PSD)                   | 1952                    | 1955                    | Prefeito e vice eleitos em sufrágio universal                                                 |
| 20 | Calimério Bechelli                     | PTN     |                                               | 1955                    | 1959                    | Prefeito e vice eleitos em sufrágio universal                                                 |
| 21 | Geraldo Berardo                        | PSP     | Núncio Céleri                                 | 1960                    | 1964                    | Prefeito e vice eleitos em sufrágio universal                                                 |
| 22 | Wilson Guiguet Leal                    | ARENA   |                                               | 1964                    | 1969                    | Prefeito e vice eleitos em sufrágio universal                                                 |
| 23 | Lavínio Lucchesi                       | ARENA   |                                               | 1969                    | 1973                    | Prefeito e vice eleitos em sufrágio universal                                                 |
| 24 | Wilson Guiguet Leal                    | ARENA   |                                               | 1973                    | 1977                    | Prefeito e vice eleitos em sufrágio universal                                                 |
| 25 | Padre José Viana Arrais                | MDB     |                                               | 1977                    | 1983                    | Prefeito e vice eleitos em sufrágio universal                                                 |
| 26 | José Agreli                            | PMDB    |                                               | 1983                    | 31 de dezembro de 1988  | Prefeito e vice eleitos em sufrágio universal                                                 |
| 27 | Wanderley José Cassiano Sant’Anna      | PFL     |                                               | 1º de janeiro de 1989   | 31 de dezembro de 1992  | Prefeito e vice eleitos em sufrágio universal                                                 |
| 28 | Padre José Viana Arrais                | PFL     | Luiz Carlos Canheo                            | 1º de janeiro de 1993   | 15 de fevereiro de 1996 | Prefeito e vice eleitos em sufrágio universal cujo titular renunciou ao mandato               |
| —  | Luiz Carlos Canheo                     | PFL     | —                                             | 16 de fevereiro de 1996 | 31 de dezembro de 1996  | Vice-prefeito eleito no cargo de prefeito                                                     |
| 29 | Taís Maria Camargo de Moraes Sant’Anna | PSD     | Wanderley José Cassiano Sant'Anna             | 1º de janeiro de 1997   | 31 de dezembro de 2000  | Prefeita e vice eleitos em sufrágio universal                                                 |
| 30 | Luiz Carlos Canheo                     | PFL     | Mauro Vaner Pascolaão                         | 1º de janeiro de 2001   | 31 de dezembro de 2004  | Prefeito e vice eleitos em sufrágio universal                                                 |
| 31 | Wanderley José Cassiano Sant’Anna      | PTB     | Ernesto Peresi Filho (PL)/(PRB)               | 1º de janeiro de 2005   | 31 de dezembro de 2008  | Prefeito e vice eleitos em sufrágio universal                                                 |
| 31 | Wanderley José Cassiano Sant’Anna      | PTB     | Ernesto Peresi Filho (PL)/(PRB)               | 1º de janeiro de 2009   | 31 de dezembro de 2012  | Prefeito e vice reeleitos em sufrágio universal                                               |
| 32 | Mauro Vaner Pascoalão, Maurinho        | PSB     | Antônio Aparecido Minuci, Toninho Minuci (PT) | 1º de janeiro de 2013   | 31 de dezembro de 2016  | Prefeito e vice eleitos em sufrágio universal                                                 |
| 33 | Nelson Luiz Aranjues Montoro           | PSD     | Márcio Luiz Miguel (PP)                       | 1º de janeiro de 2017   | 15 de maio de 2018      | Prefeito e vice eleitos em sufrágio universal cujo titular fora cassado pela Câmara Municipal |
| 34 | Márcio Luiz Miguel                     | PP      | —                                             | 15 de maio de 2018      | 31 de dezembro de 2020  | Vice-prefeito eleito no cargo de prefeito                                                     |
| 34 | Márcio Luiz Miguel                     | PP      | Valmir Aparecido Salvioni (PODE)              | 1° de janeiro de 2021   | 31 de dezembro de 2024  | Prefeito reeleito e vice eleito em sufrágio universal                                         |
| 35 | João Roberto Camargo                   | PP      | Ailto Vaulér Antunes Faria (PP)               | 1° de janeiro de 2025   | Atualidade              | Prefeito e vice eleitos em sufrágio universal                                                 |